# فولی دی الیو
فولی د'الیوو (همچنین به صورت فولی دی الیو) یک نوع پاستا دستی است که به شکل برگ‌های زیتون ساخته می‌شود. این پاستا از مناطق آپولیا و لیگوریا در ایتالیا منشأ گرفته است.